# Borgocarbonara
Borgocarbonara (Borch Carbunèra in dialetto basso mantovano) è un comune italiano sparso di 1 860 abitanti della provincia di Mantova in Lombardia.

## Storia
È stato istituito il 1º gennaio 2019 dalla fusione dei comuni di Borgofranco sul Po e Carbonara di Po, che ne è il capoluogo.
Al referendum consultivo tenutosi l'11 febbraio 2018 si è dichiarato favorevole l'89,47% dei votanti con un'affluenza alle urne del 36,40% degli aventi diritto, scegliendo altresì di denominare il nuovo comune Borgocarbonara.
Ai tempi del Ducato di Mantova, nessuna delle due componenti del territorio faceva comune a sé: Carbonara era infatti una frazione di Sermide, mentre Borgofranco lo era di Revere.

### Simboli
Lo stemma e il gonfalone sono stati concessi con decreto del presidente della Repubblica dell'8 luglio 2021.
Stemma
Gonfalone

## Società

### Evoluzione demografica
Abitanti censiti

## Infrastrutture e trasporti
Il territorio comunale è servito dalla stazione di Vallazza-Carbonara di Po, sulla ferrovia Suzzara-Ferrara, gestita da Ferrovie Emilia Romagna (FER).